# 中島 (塞舌爾)
中島（英語：Moyenne Island）是塞舌爾的島嶼，位於印度洋海域，距離馬埃島4.5公里，長0.48公里、寬0.3公里，面積0.09平方公里，該島原為聖安妮海洋國家公園的一部分，2009年設立中島國家公園，島上人口僅1人。
英國男子布倫登格里姆肖（Brendon Grimshaw）在1962年用8000英鎊買下中島，再度引入原生樹木，其中40物種是特有種，種樹16,000棵。

## 外部連結

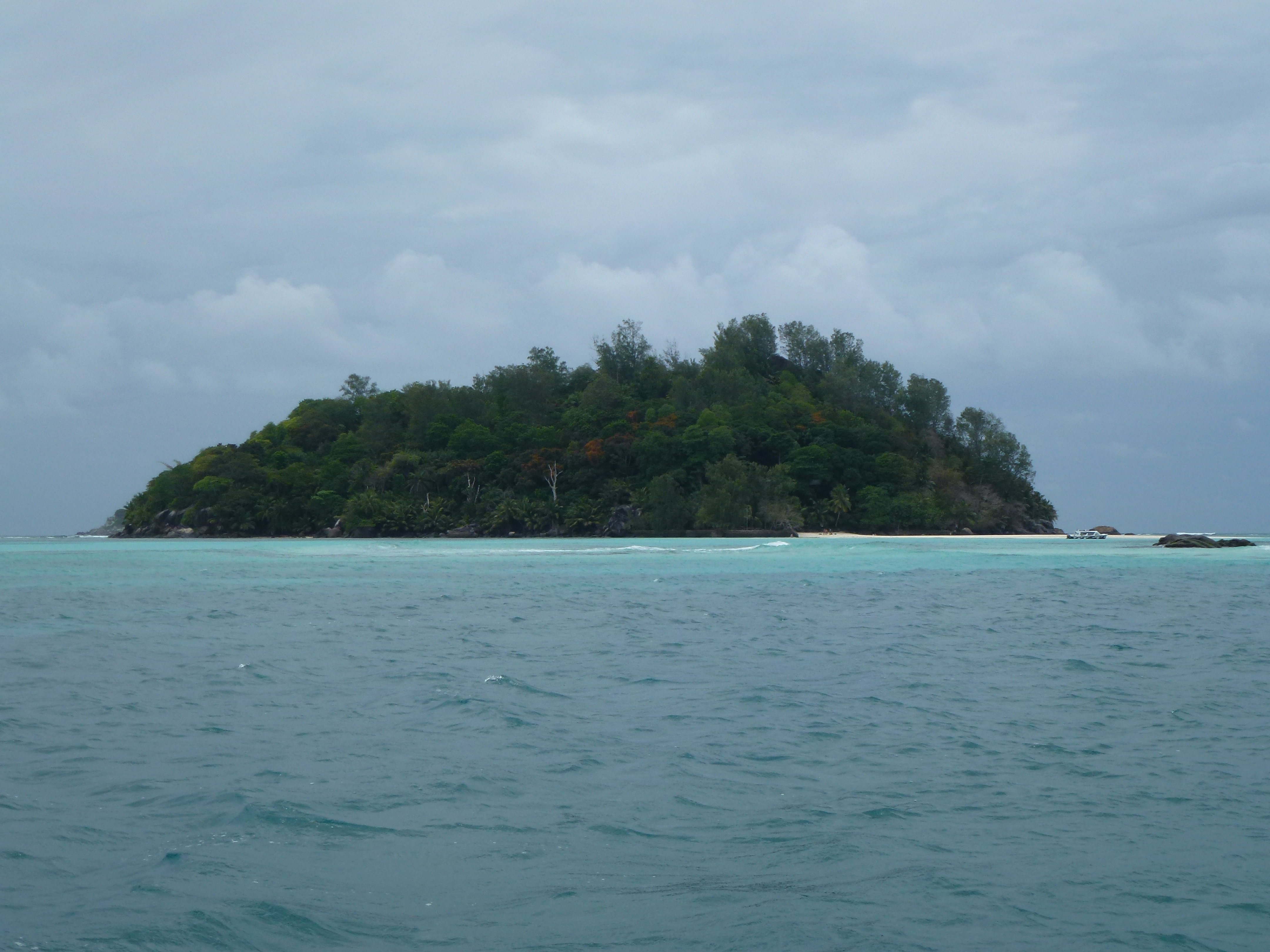

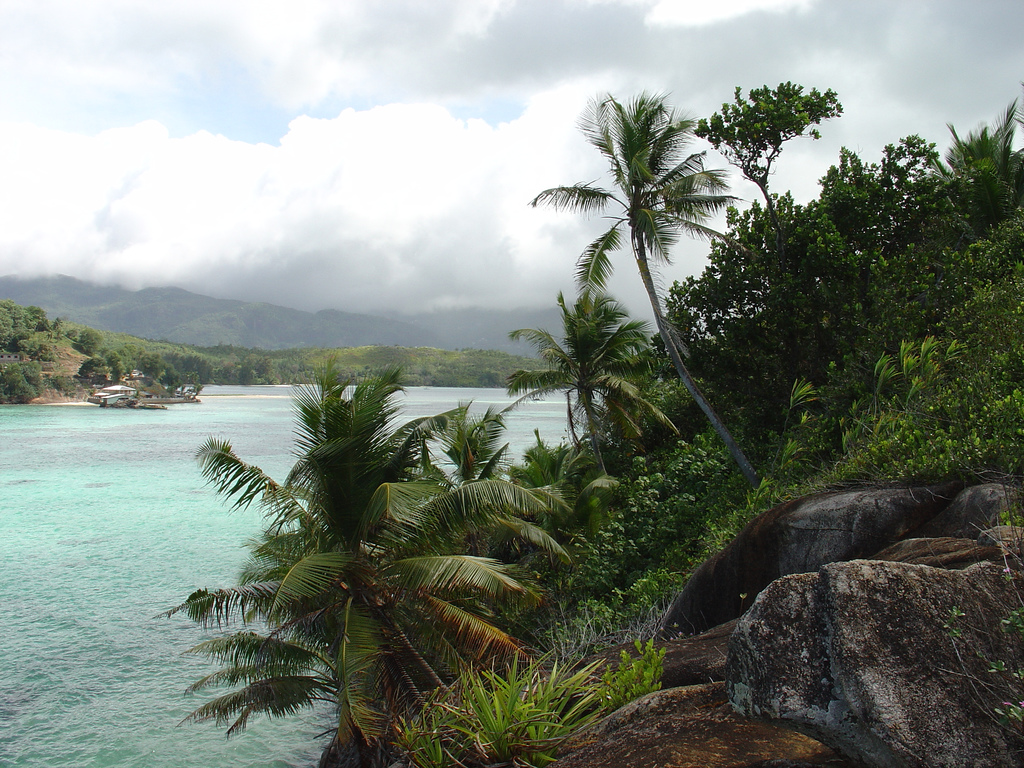

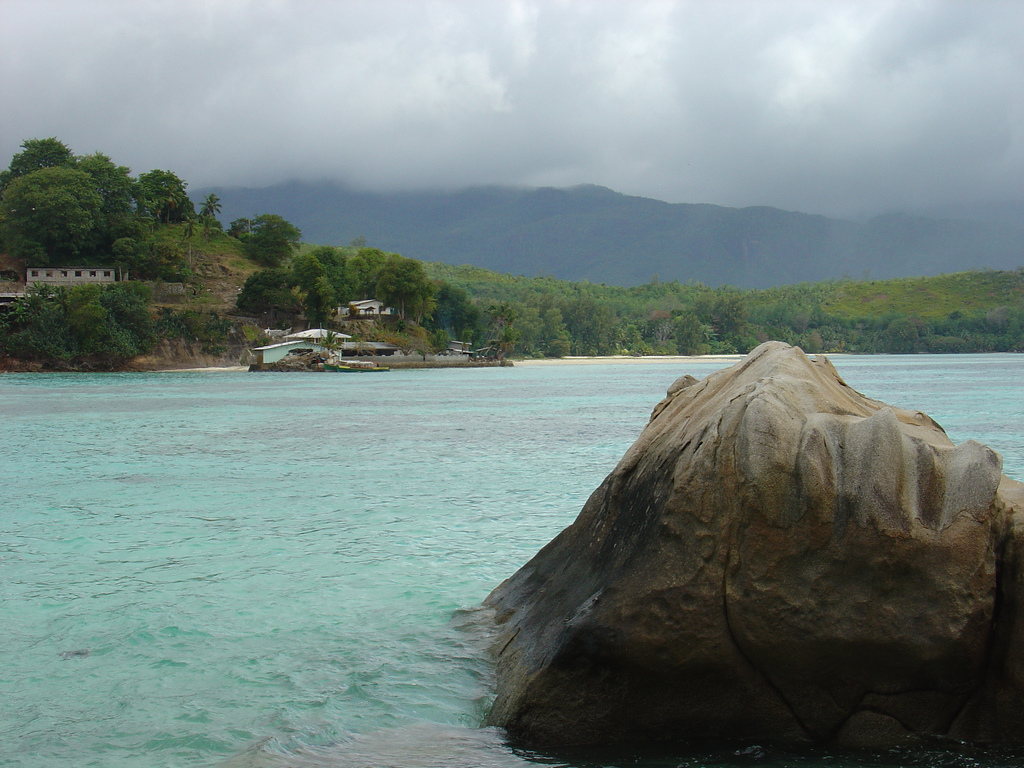

- A Grain of Sand: a free documentary about Moyenne Island and Brendon Grimshaw

04°37′S 055°30′E / 4.617°S 55.500°E
1. ↑  .   [2024-05-14]. （原始内容存档于2024-05-14）.
2. ↑  .   [2024-06-12]. （原始内容存档于2024-05-14）.